# It Came from Beneath the Sink!
It Came from Beneath the Sink! (No Brasil: Ele Saiu de Baixo da Pia e em Portugal: A Esponja Demoníaca) é um dos livros da série Goosebumps, escrita por R.L. Stine.

## Sinopse
Kat e seu irmão Daniel se mudam para uma casa nova com muitos quartos, dois terraços e um jardim do tamanho de um campo de futebol. Mas há uma coisa malvada morando na casa nova.

## Personagens
- Katrina "Kat" Merton: irmã mais velha de Daniel.
- Daniel Merton: irmão caçula de Kat.
- Carlo: amigo de Daniel.
- Grool: esponja mitológica que traz má sorte.
- Valente: cão de estimação de Kat e Daniel.